# Mormântul lui Zaharia Stancu
Mormântul lui Zaharia Stancu se află în Cimitirul Șerban Vodă - Bellu din București, la figura 9 (Scriitori). Zaharia Stancu este înmormântat între Mircea Nedelciu și George Călinescu.
Pe piatra de căpătâi din marmură se află un basorelief turnat în bronz cu efigia scriitorului, iar pe placa din marmură care acoperă mormântul lui Zaharia Stancu este scris următorul epitaf:
În pământ ca și voi m'oi întoarce

Am cu țărîna un legământ

Mormântul este înscris în Lista monumentelor istorice 2010 din Municipiul București (cod LMI B-IV-m-B-20118.152).